# Ted King (cyclisme)
Pour les articles homonymes, voir Edward King et King.
Edward dit Ted King, né le 31 janvier 1983 à Exeter, est un coureur cycliste américain.

## Biographie
Cycliste professionnel depuis 2006, il intègre l'équipe Cervélo Test en 2009.
Présent dans l'équipe Cannondale alignée au Tour de France 2013, Ted King est éliminé à l'issue de la quatrième étape, un contre-la-montre par équipes, pour avoir dépassé le délai autorisé de sept secondes.
En avril 2015, il annonce arrêter la compétition à la fin de la saison,.

## Palmarès
- 2008
  - 3e étape de la Joe Martin Stage Race
  - 2e de l'USA Cycling National Racing Calendar
  - 3e du Tour de Leelanau
  - 3e de la Fitchburg Longsjo Classic
- 2011
  - 3e du championnat des États-Unis sur route

## Résultats sur les grands tours

### Tour de France
2 participations
- 2013 : hors délais (4e étape)
- 2014 : abandon (10e étape)

### Tour d'Italie
2 participations
- 2009 : 111e
- 2010 : 114e

## Classements mondiaux
| Année            | 2006 | 2007 | 2008 | 2009 | 2010 | 2011 | 2012 | 2013 | 2014 | 2015 |
| ---------------- | ---- | ---- | ---- | ---- | ---- | ---- | ---- | ---- | ---- | ---- |
| UCI World Tour   |      |      |      |      |      | nc   | nc   | nc   | nc   | nc   |
| UCI America Tour | 226e | 203e | 168e | nc   | nc   |      |      |      |      |      |
| UCI Europe Tour  |      |      |      | nc   | nc   |      |      |      |      |      |